# Acalypha amentacea
Acalypha amentacea är en törelväxtart som beskrevs av William Roxburgh. Acalypha amentacea ingår i släktet akalyfor, och familjen törelväxter.

## Underarter
Arten delas in i följande underarter:
- A. a. amentacea
- A. a. heterotricha
- A. a. palauensis
- A. a. trukensis